# Grande Prémio Crédito Agrícola da Costa Azul 2011
Il Grande Prémio Crédito Agrícola da Costa Azul 2011, quarta edizione della corsa, valido come evento del circuito UCI Europe Tour 2011 categoria 2.2, si svolse dal 25 al 27 marzo 2011 lungo un percorso di complessivi 464,4 km suddiviso in tre tappe. Fu vinto dal portoghese Filipe Cardoso, che concluse la gara con il tempo di 10 ore 53 minuti e 13 secondi alla media di 42,65 km/h.

## Tappe
| Tappa  | Data     | Percorso                    | km    | Vincitore di tappa | Leader cl. generale |
| ------ | -------- | --------------------------- | ----- | ------------------ | ------------------- |
| 1ª     | 25 marzo | Quinta do Conde > Setúbal   | 152,3 | Jon Aberasturi     | Jon Aberasturi      |
| 2ª     | 26 marzo | Santiago do Cacém > Ourique | 154,4 | Aleksej Catevič    | Jon Aberasturi      |
| 3ª     | 27 marzo | Sines > Grândola            | 157,7 | Filipe Cardoso     | Filipe Cardoso      |
| Totale | Totale   | Totale                      | 464,4 |                    |                     |

## Dettagli delle tappe

### 1ª tappa
- 25 marzo: Quinta do Conde > Setúbal – 152,3 km

Risultati
| Pos. | Corridore       | Squadra       | Tempo    |
| ---- | --------------- | ------------- | -------- |
| 1    | Jon Aberasturi  | Orbea Contin. | 3h29'30" |
| 2    | Aleksej Catevič | Itera-Katusha | s.t.     |
| 3    | Hugo Sabido     | LA-Antarte    | s.t.     |

| Pos. | Corridore       | Squadra       | Tempo    |
| ---- | --------------- | ------------- | -------- |
| 1    | Jon Aberasturi  | Orbea Contin. | 3h29'20" |
| 2    | Hugo Sabido     | LA-Antarte    | a 6"     |
| 3    | Hélder Oliveira | Onda          | a 7"     |

### 2ª tappa
- 26 marzo: Santiago do Cacém > Ourique – 154,4 km

Risultati
| Pos. | Corridore              | Squadra        | Tempo    |
| ---- | ---------------------- | -------------- | -------- |
| 1    | Aleksej Catevič        | Itera-Katusha  | 3h45'00" |
| 2    | Celestino Duarte Pinho | C. C. de Loulé | s.t.     |
| 3    | Bruno Saraiva          | C. C. de Loulé | s.t.     |

| Pos. | Corridore              | Squadra        | Tempo    |
| ---- | ---------------------- | -------------- | -------- |
| 1    | Jon Aberasturi         | Orbea Contin.  | 7h14'20" |
| 2    | Filipe Cardoso         | Barbot         | a 4"     |
| 3    | Celestino Duarte Pinho | C. C. de Loulé | s.t.     |

### 3ª tappa
- 27 marzo: Sines > Grândola – 157,7 km

Risultati
| Pos. | Corridore       | Squadra     | Tempo    |
| ---- | --------------- | ----------- | -------- |
| 1    | Filipe Cardoso  | Barbot      | 3h39'06" |
| 2    | Samuel Caldeira | Tavira-Prio | s.t.     |
| 3    | Javier Benítez  | KTM-Murcia  | s.t.     |

| Pos. | Corridore       | Squadra       | Tempo     |
| ---- | --------------- | ------------- | --------- |
| 1    | Filipe Cardoso  | Barbot        | 10h53'13" |
| 2    | Samuel Caldeira | Tavira-Prio   | a 9"      |
| 3    | Jon Aberasturi  | Orbea Contin. | a 11"     |

## Classifiche finali

### Classifica generale
| Pos. | Corridore              | Squadra         | Tempo     |
| ---- | ---------------------- | --------------- | --------- |
| 1    | Filipe Cardoso         | Barbot          | 10h53'13" |
| 2    | Samuel Caldeira        | Tavira-Prio     | a 9"      |
| 3    | Jon Aberasturi         | Orbea Contin.   | a 11"     |
| 4    | Bruno Saraiva          | C. C. de Loulé  | a 15"     |
| 5    | Celestino Duarte Pinho | C. C. de Loulé  | a 17"     |
| 6    | Luis Afonso            | Liberty Seguros | s.t.      |
| 7    | Wilco Kelderman        | Rabobank Con.   | a 19"     |
| 8    | Hugo Sabido            | LA-Antarte      | s.t.      |
| 9    | Hélder Oliveira        | Onda            | a 20"     |
| 10   | Daniel Mestre Pereira  | Tavira-Prio     | a 21"     |